# 蒐藏政策
蒐藏政策是博物館為了進行蒐藏管理所制定的指導方針，多以簡潔的條文逐一界定蒐藏的相關作業,說明每一作業執行的原則、法令規定等。理論及實務上,以規定從入藏到註銷等各項蒐藏作業的原則為大宗。因此，蒐藏政策與博物館宗旨以及蒐藏程序互相連結，成為博物館蒐藏工作的整體。
作為蒐藏作業的指導原則，蒐藏政策的內容依據英國的搜藏信托的定義，大致可以化約為四大類，第一：蒐藏發展政策（包含入藏、取得與登錄、淘汰與註銷、藏品回顧等）；第二：蒐藏資訊控管政策(包含位置與活動控制、盤點、編目、離庫、建檔計畫、鑑價、保險與賠款、權利管理、複製等）；第三：藏品近用政策（包含借入、借出、利用）；第四：藏品照顧政策（包含狀況確認與技術評估、藏品維護、藏品緊急狀況應變計畫等）。
此外，依據美國博物館聯盟的定義，蒐藏政策的內容通常會包含有經官方批准施行日期、蒐藏的範圍與種類、取得與登錄、廢止與註銷、借出與貸入、檔案紀錄與盤點、保存維護、藏品近用、藏品相關決定之權責、藏品相關的倫理議題，以及倘有從註銷藏品所獲取資金的相關規範等。
以大都會藝術博物館所公佈的蒐藏政策來看，其中包含了1.博物館宗旨、2.蒐藏政策的目的、3.董事會職責、4.藏品取得、5.職員有關取得的政策、6.註銷、7.藏品照顧、8.紀錄與盤點、9.藏品近用、10.借出、11.借入、12.圖書與檔案、13.生效日。